# مارتن إي. غرين
مارتن إي. غرين (بالإنجليزية: Martin E. Green)‏ هو عسكري أمريكي، ولد في 3 يونيو 1815 في مقاطعة فاوكواير في الولايات المتحدة، وتوفي في 27 يونيو 1863 في فيكسبيرغ في الولايات المتحدة.